# Maricica Puică
Maricica Puică, geborene Maricica Luca, (* 29. Juli 1950 in Iași) ist eine ehemalige rumänische Leichtathletin. Die Mittel- und Langstreckenläuferin wurde 1984 Olympiasiegerin.

## Karriere
Puică konnte in jungen Jahren kaum Erfolge erzielen. Bei den Olympischen Spielen 1976 in Montreal schied sie über 1500 Meter im Vorlauf aus. Erst mit 27 Jahren wurde sie 1978 bei den Crosslauf-Weltmeisterschaften Dritte und gewann zusammen mit der Mannschaft die Goldmedaille. Im Sommer erreichte sie bei den Leichtathletik-Europameisterschaften 1978 in Prag zweimal das Finale. Nachdem sie in 8:40,9 min Vierte über 3000 Meter geworden war, belegte sie über 1500 Meter den elften Platz. Bei den Olympischen Spielen 1980 in Moskau erreichte sie das 1500-Meter-Finale, 4:01,26 min reichten aber nur zum siebten Platz.
1982 trat Puică erstmals bei den Halleneuropameisterschaften an, in Mailand belegte sie über 3000 Meter in 8:54,26 min den zweiten Platz hinter der Italienerin Agnese Possamai. Bei den Crosslauf-Weltmeisterschaften wenige Wochen später gewann sie die Goldmedaille in der Einzelwertung. Im Sommer lief sie bei den Europameisterschaften in Athen in beiden Finales. In 8:33,33 min wurde sie über 3000 Meter Zweite hinter Swetlana Ulmassowa, hatte allerdings über drei Sekunden Rückstand. Über 1500 Meter wurde sie Vierte in 3:59,31 min, drei Zehntelsekunden fehlten zur Bronzemedaille von Gabriella Dorio.
1984 siegte Puică zum zweiten Mal in der Einzelwertung bei den Crosslauf-Weltmeisterschaften. Im Sommer 1984 fuhren die rumänischen Mittel- und Langstrecklerinnen um Doina Melinte und Puică als Mitfavoritinnen zu den Olympischen Spielen in Los Angeles, da die russischen Läuferinnen wegen des Olympiaboykotts fehlten. Puicăs olympisches Programm begann am 8. August mit dem Vorlauf über die erstmals olympischen 3000 Meter, Puică gewann den dritten Vorlauf in 8:43,32 min. Am 9. August waren die Vorläufe über 1500 Meter, Puică belegte im zweiten Vorlauf in 4:05,30 min den zweiten Platz hinter Gabriella Dorio.
Am 10. August fand das Finale über 3000 Meter statt. Die Weltmeisterin Mary Decker aus den USA lief vorneweg, verfolgt von der Britin Zola Budd. Decker kollidierte mit Budd, fiel hin und gab auf, während Puică mit der Britin Wendy Sly die Spitze übernahm. Auf den letzten 200 Metern lief Puică einen deutlichen Vorsprung auf Sly heraus und siegte in 8:35,96 min. Tags darauf, am 11. August trat Puică als einzige Teilnehmerin des 3000-Meter-Finales auch zum Endlauf über 1500 Meter an. In 4:04,15 min gewann sie die Bronzemedaille hinter Dorio und Melinte.
In den folgenden drei Jahren gehörte Puică zu den Stars bei den großen Sportfesten. 1986 gewann sie die Grand-Prix-Wertung über 1500 Meter und wurde Zweite in der Gesamtwertung, 1987 gewann sie die Grand-Prix-Wertung über 3000 Meter. Bei den Europameisterschaften 1986 in Stuttgart gewann sie in 8:35,92 min über 3000 Meter Silber hinter Olga Bondarenko aus der UdSSR. Drei Tage später belegte sie in 4:03,90 min den fünften Platz über 1500 Meter. 1987 trat sie bei den ersten offiziellen Hallenweltmeisterschaften in Indianapolis an. In 8:47,92 min gewann sie über 3000 Meter Bronze hinter Tetjana Samolenko und Olga Bondarenko. Bei den Weltmeisterschaften in Rom gewann erneut Samolenko, Puică lag in 8:39,45 min knapp dahinter und erhielt Silber. Bei den Olympischen Spielen 1988 in Seoul, ihrer vierten Teilnahme, stieg sie im 3000-Meter-Vorlauf 200 Meter vor dem Ziel aus. Ihre letzte internationale Medaille gewann sie bei den Halleneuropameisterschaften 1989 in Den Haag. In einem Rennen mit fünf Teilnehmerinnen, von denen vier das Ziel erreichten, wurde sie in 9:15,49 min Dritte mit über fünf Sekunden Rückstand auf die Siegerin Elly van Hulst.
In ihrer Laufbahn stellte sie drei Weltrekorde auf: 1982 in Rieti im Meilenlauf mit einer Zeit von 4:17,44 min, 1979 in Bukarest über 2000 Meter in 5:33,5 min und 1986 in London, ebenfalls über 2000 Meter mit einer Zeit von 5:28,69 min.
Bei den Rumänischen Landesmeisterschaften gewann sie 1982 über 1500 Meter, 1977, 1980, 1981 sowie 1984 und 1985 siegte sie über 3000 Meter; 1987 kam noch ein Titel über 10.000 Meter hinzu.
Maricica Puică ist 1,68 m groß und wog zu Wettkampfzeiten 54 kg. Sie war mit ihrem Trainer Ion Puică (1930–2019) verheiratet.

## Bestzeiten
- 800 m: 1:57,8 min, 17. Juni 1979, Bukarest
- 1000 m: 2:31,5 min, 1. Juni 1986, Poiana Brașov
  - Halle: 2:42,64 min, 22. Januar 1989, Sherbrooke
- 1500 m: 3:57,22 min, 1. Juli 1984, Bukarest
- 1 Meile: 4:17,33 min, 21. August 1985, Zürich
  - Halle: 4:28,55 min, 10. März 1982, Mailand
- 2000 m: 5:28,69 min, 11. Juli 1986, London
- 3000 m: 8:27,83 min, 7. September 1985, Rom
  - Halle: 8:43,49 min, 27. Februar 1987, Princeton
- 5000 m: 15:06,04 min, 4. Juli 1985, Helsinki
- 10.000 m: 33:32,97 min, 1987